# Cornubrotica dilaticornis
Cornubrotica dilaticornis es un coleóptero de la familia Chrysomelidae.
Fue descrita científicamente en 1879 por Baly.